# 칸토쿠
칸토쿠(カントク, kantoku, 1985년 3월 26일 ~ )는 일본의 일러스트레이터이자 캐릭터 디자이너이다. 효고현에서 태어나 사이타마현에 거주하고 있다.

## 작품

### 일러스트레이션

#### 라이트 노벨
- 변태왕자와 웃지 않는 고양이
- 나는 친구가 적다
- 프로젝트 퀄리디아
- 메르헨 메드헨
- 괴짜의 샐러드 볼
- 사사키와 피짱

#### 기타
- 코믹마켓 84 카탈로그 커버 삽화

### 캐릭터 디자인

#### 애니메이션
- 유리의 꽃과 부수는 세계

#### 비디오 게임
- 체인 크로니클

#### 기타
- 22/7 (아이돌 그룹)